# WTA 500
WTA 500 er en kategori af individuelle tennisturneringer for kvinder på WTA Tour, der er den fjerdehøjeste kategori af individuelle turneringer, kun overgået af de fire grand slam-turneringer, sæsonafslutningen WTA Finals og de ti turneringer i kategorien WTA 1000. Kategorien består pr. 2024 af 16 turneringer, der afvikles en gang årligt, og hvor vinderne modtager 500 point til sin pointsum på WTA's verdensrangliste.
Kategorien har reelt eksisteret siden WTA Tour blev omorganiseret i 1990 og har gennem tiden haft forskellige navne:
- WTA Tier II (1990-2007)
- WTA Premier 700 (2008-20)
- WTA 500 (siden 2021)

Antallet af turneringer i kategorien har gennem tiden varieret mellem ni og nitten.
Lindsay Davenport og Steffi Graf deler rekorden for flest turneringssejre i single i denne kategori med 26 vundne titler, mens den tilsvarende doublerekord indehaves af Lisa Raymond med 35 vundne turneringer på dette niveau.

## Turneringer
Turneringskategorien WTA 500 består pr. 2024 af følgende 16 turneringer, angivet i kronologisk rækkefølge i henhold til deres terminer på tennissæsonen pr. 2024.
| WTA 500-turneringer | WTA 500-turneringer                           | WTA 500-turneringer      | WTA 500-turneringer                    | WTA 500-turneringer | WTA 500-turneringer | WTA 500-turneringer | WTA 500-turneringer | WTA 500-turneringer | WTA 500-turneringer | WTA 500-turneringer |
| Turnering | Sponsoreret navn                              | By                       | Spillested                             | Underlag            | Tilsk.pladser       | Grundlagt           | Deltagere           | Termin              |                     |                     |
| --- | --------------------------------------------- | ------------------------ | -------------------------------------- | ------------------- | ------------------- | ------------------- | ------------------- | ------------------- | ------------------- | ------------------- |
| Brisbane International | Brisbane International presented by Evie      | Brisbane                 | Queensland Tennis Centre               | Hardcourt           | 5.500               | 2009                | 48S / 24Q / 24D     | Primo januar        |                     |                     |
| Adelaide International | Adelaide International                        | Adelaide                 | Memorial Drive Park                    | Hardcourt           | 5.000               | 2020                | 30S / 24Q / 16D     | Primo-medio januar  |                     |                     |
| Ladies Linz | Upper Austria Ladiez Linz                     | Linz                     | Design Center Linz                     | Hardcourt (i)       |                     | 1987                | 28S / 24Q / 16D     | Primo februar       |                     |                     |
| Abu Dhabi Open | Mubadala Abu Dhabi Open                       | Abu Dhabi                | Abu Dhabi International Tennis Complex | Hardcourt           | 5.500               | 2021                | 28S / 24Q / 16D     | Primo februar       |                     |                     |
| San Diego Open | San Diego Open                                | San Diego                | Barnes Tennis Center                   | Hardcourt           | 28S / 24Q / 16D     | 1971                | 28                  | Primo marts         |                     |                     |
| Charleston Open | Credit One Charleston Open                    | Charleston               | Credit One Stadium                     | Grus                | 10.200              | 1973                | 48S / 24Q / 16D     | Primo april         |                     |                     |
| Stuttgart Tennis Grand Prix | Porsche Tennis Grand Prix                     | Stuttgart                | Porsche Arena                          | Grus (i)            | 6.100               | 1978                | 28S / 16Q / 16D     | Medio april         |                     |                     |
| Internationaux de Strasbourg | Internationaux de Strasbourg                  | Strasbourg               | Tennis Club de Strasbourg              | Grus                |                     | 1987                | 28S / 16D / 16D     | Medio maj           |                     |                     |
| Berlin Ladies Open | Berlin Ladies Open                            | Berlin                   | LTTC Rot-Weiss                         | Græs                | 7.000               | 2021                | 32S / 24Q / 16D     | Medio juni          |                     |                     |
| Bad Homburg Open | Bad Homburg Open powered by Solarwatt         | Bad Homburg vor der Höhe | Tennis Club Bad Homburg                | Græs                | ?                   | 2021                |                     | Ultimo juni         |                     |                     |
| Washington Open | Mubadala Citi DC Open                         | Washington D.C.          | William H.G. FitzGerald Tennis Center  | Hardcourt           | 7.500               | 1969                |                     | Primo august        |                     |                     |
| Abierto Monterrey | Abierto GNP Seguros                           | Monterrey                | Club Sonoma                            | Hardcourt           |                     | 2009                |                     | Ultimo august       |                     |                     |
| Guadalajara Open | Guadalajara Open Akron presented by Santander | Guadalajara              | Centro Panamericano de Tenis           | Hardcourt           |                     | 2022                |                     | Medio september     |                     |                     |
| Korea Open | Korea Open                                    | Seoul                    | Seoul Olympic Park Tennis Center       | Hardcourt           |                     | 2004                |                     | Medio september     |                     |                     |
| Ningbo Open | Ningbo Open                                   | Ningbo                   | Yinzhou Tennis Center                  | Hardcourt           |                     | 2010                |                     | Medio oktober       |                     |                     |
| Pan Pacific Open | Toray Pan Pacific Open                        | Tokyo                    | Ariake Coliseum                        | Hardcourt           | 10.000              | 1984                |                     | Ultimo oktober      |                     |                     |
| Noter: (i) Indendørs. |                                               |                          |                                        |                     |                     |                     |                     |                     |                     |                     |
| Adelaide Brisbane Linz Abu Dhabi San Diego Charleston Stuttgart Strasbourg Berlin Bad H. Washington Monterrey Guadalajara Seoul Ningbo Tokyo Underlag: Hardcourt (udendørs) Hardcourt (indendørs) Grus (indendørs) Græs |                                               |                          |                                        |                     |                     |                     |                     |                     |                     |                     |

## Single-vindere

### WTA Tier II (1990-2008)
| Vindere af WTA Tier II-turneringer | Vindere af WTA Tier II-turneringer | Vindere af WTA Tier II-turneringer | Vindere af WTA Tier II-turneringer | Vindere af WTA Tier II-turneringer | Vindere af WTA Tier II-turneringer | Vindere af WTA Tier II-turneringer | Vindere af WTA Tier II-turneringer | Vindere af WTA Tier II-turneringer | Vindere af WTA Tier II-turneringer | Vindere af WTA Tier II-turneringer | Vindere af WTA Tier II-turneringer | Vindere af WTA Tier II-turneringer | Vindere af WTA Tier II-turneringer | Vindere af WTA Tier II-turneringer | Vindere af WTA Tier II-turneringer | Vindere af WTA Tier II-turneringer | Vindere af WTA Tier II-turneringer | Vindere af WTA Tier II-turneringer | Vindere af WTA Tier II-turneringer |
| ---------------------------------- | ---------------------------------- | ---------------------------------- | ---------------------------------- | ---------------------------------- | ---------------------------------- | ---------------------------------- | ---------------------------------- | ---------------------------------- | ---------------------------------- | ---------------------------------- | ---------------------------------- | ---------------------------------- | ---------------------------------- | ---------------------------------- | ---------------------------------- | ---------------------------------- | ---------------------------------- | ---------------------------------- | ---------------------------------- |
| Sæson                              | Tokyo                              |                                    | Washington                         | Indian Wells                       | Boca Raton                         | Amelia Island                      |                                    |                                    | Hamborg                            | Eastbourne                         |                                    | Los Angeles                        |                                    | Tokyo (i)                          | Zürich                             | Filderstadt                        | Brighton                           | Oakland                            | Worcester                          |
| 1990                               | Graf (1/25)                        | Navratilova (1/15)                 | Navratilova (2/15)                 | Sabatini (1/6)                     | Graf (2/25)                        | Graf (3/25)                        | Navratilova (3/15)                 | Seles (1/21)                       | Fernández (1/5)                    | Graf (4/25)                        | Fernández (2/5)                    | Graf (5/25)                        | Seles (2/21)                       | Graf (6/25)                        |                                    |                                    |                                    |                                    |                                    |
| Sæson                              | Tokyo                              |                                    | Chicago                            | Palm Springs                       |                                    | Amelia Island                      | Houston                            |                                    | Hamborg                            | Eastbourne                         |                                    | Los Angeles                        | Washington                         | Tokyo (i)                          | Zürich                             | Filderstadt                        | Brighton                           | Oakland                            | Philadelphia                       |
| 1991                               | Sabatini (2/6)                     | Navratilova (4/15)                 | Navratilova (5/15)                 | Sabatini (3/6)                     | Seles (3/21)                       | Graf (7/25)                        | Navratilova (6/15)                 | Seles (4/21)                       | Sánchez Vic. (1/12)                | Seles (5/21)                       | Graf (8/25)                        | Huber (1/4)                        | Graf (9/25)                        | Navratilova (7/15)                 | Seles (6/21)                       |                                    |                                    |                                    |                                    |
| Sæson                              | Tokyo                              | Essen                              | Chicago                            | Indian Wells                       |                                    | Amelia Island                      | Houston                            |                                    | Hamborg                            | Eastbourne                         |                                    | Los Angeles                        |                                    | Tokyo (i)                          | Zürich                             | Filderstadt                        | Brighton                           | Oakland                            | Philadelphia                       |
| 1992                               | Sabatini (4/6)                     | Seles (7/21)                       | Navratilova (8/15)                 | Seles (8/21)                       | Sabatini (5/6)                     | Seles (9/21)                       | Graf (10/25)                       | McNeil (1/1)                       | Navratilova (9/15)                 | Seles (10/21)                      | Graf (11/25)                       | Navratilova (10/15)                | Graf (12/25)                       | Seles (11/21)                      | Graf (13/25)                       |                                    |                                    |                                    |                                    |
| Sæson                              | Sydney                             | Chicago                            | Paris                              | Indian Wells                       | Delray Beach                       | Houston                            | Amelia Island                      | Barcelona                          | Hamborg                            | Eastbourne                         | Stratton Mountain                  | San Diego                          | Manhattan Beach                    | Tokyo (i)                          | Leipzig                            | Filderstadt                        | Brighton                           | Essen                              | Oakland                            |
| 1993                               | Capriati (1/2)                     | Seles (12/21)                      | Navratilova (11/15)                | Fernández (3/5)                    | Graf (14/25)                       | Martínez (1/7)                     | Sánchez Vic. (2/12)                | Sánchez Vic. (3/12)                | Sánchez Vic. (4/12)                | Navratilova (12/15)                | Martínez (2/7)                     | Graf (15/25)                       | Navratilova (13/15)                | Coetzer (1/1)                      | Graf (16/25)                       | Pierce (1/5)                       | Novotná (1/11)                     | Medvedeva (1/1)                    | Navratilova (14/15)                |
| 1994                               | Date (1/2)                         | Zvereva (1/2)                      | Navratilova (15/15)                | Graf (17/25)                       | Graf (18/25)                       | Hack (1/1)                         | Sánchez Vic. (5/12)                | Sánchez Vic. (6/12)                | Sánchez Vic. (7/12)                | McGrath (1/1)                      | Martínez (3/7)                     | Graf (19/25)                       | Frazier (1/1)                      | Sánchez Vic. (8/12)                | Novotná (2/11)                     | Huber (2/4)                        | Novotná (3/11)                     | Novotná (4/11)                     | Sánchez Vic. (9/12)                |
| Sæson                              | Sydney                             | Chicago                            | Paris                              | Indian Wells                       | Delray Beach                       | Amelia Island                      | Houston                            | Barcelona                          | Hamborg                            | Eastbourne                         |                                    | San Diego                          | Manhattan Beach                    | Tokyo (i)                          | Leipzig                            | Filderstadt                        | Brighton                           |                                    | Oakland                            |
| 1995                               | Sabatini (6/6)                     | Maleeva (1/2)                      | Graf (20/25)                       | Fernández (4/5)                    | Graf (21/25)                       | Martínez (4/7)                     | Graf (22/25)                       | Sánchez Vic. (10/12)               | Martínez (5/7)                     | Tauziat (1/3)                      | Martínez (6/7)                     | Martínez (7/7)                     | Pierce (2/5)                       | Huber (3/4)                        | Majoli (1/4)                       | Fernández (5/5)                    | Maleeva (2/2)                      |                                    |                                    |
| Sæson                              | Sydney                             | Paris                              | Essen                              |                                    |                                    | Amelia Island                      |                                    | Hamborg                            | Madrid                             | Eastbourne                         |                                    | Manhattan Beach                    | San Diego                          | Tokyo (i)                          | Leipzig                            | Filderstadt                        | Chicago                            | Oakland                            | Philadelphia                       |
| 1996                               | Seles (13/21)                      | Halard-Dec. (1/2)                  | Majoli (2/4)                       | Spîrlea (1/1)                      | Sánchez Vic. (11/12)               | Novotná (5/11)                     | Seles (14/21)                      | Davenport (1/26)                   | Date (2/2)                         | Seles (15/21)                      | Huber (4/4)                        | Hingis (1/16)                      | Novotná (6/11)                     | Hingis (2/16)                      | Novotná (7/11)                     |                                    |                                    |                                    |                                    |
| Sæson                              | Sydney                             | Paris                              | Hannover                           |                                    |                                    | Amelia Island                      |                                    |                                    | Hamborg                            | Eastbourne                         | Stanford                           | San Diego                          | Manhattan Beach                    | Atlanta                            | Tokyo                              | Leipzig                            | Filderstadt                        | Chicago                            | Philadelphia                       |
| 1997                               | Hingis (3/16)                      | Hingis (4/16)                      | Majoli (3/4)                       | Davenport (2/26)                   | Majoli (4/4)                       | Ingen vinder                       | Hingis (5/16)                      | Hingis (6/16)                      | Seles (16/21)                      | Davenport (3/26)                   | Seles (17/21)                      | Novotná (8/11)                     | Hingis (7/16)                      | Davenport (4/26)                   | Hingis (8/16)                      |                                    |                                    |                                    |                                    |
| Sæson                              | Sydney                             | Paris                              | Hannover                           | Linz                               |                                    | Amelia Island                      |                                    |                                    | Hamborg                            | Eastbourne                         | Stanford                           | San Diego                          | Manhattan Beach                    | New Haven                          | Tokyo                              | Filderstadt                        | Leipzig                            |                                    | Philadelphia                       |
| 1998                               | Sánchez Vic. (12/12)               | Pierce (3/5)                       | Schnyder (1/1)                     | Novotná (9/11)                     | Pierce (4/5)                       | Hingis (9/16)                      | Novotná (10/11)                    | Davenport (5/26)                   | Davenport (6/26)                   | Davenport (7/26)                   | Graf (23/25)                       | Seles (18/21)                      | Testud (1/1)                       | Graf (24/25)                       | Graf (25/25)                       |                                    |                                    |                                    |                                    |
| Sæson                              | Sydney                             | Hannover                           | Paris                              |                                    |                                    | Amelia Island                      |                                    |                                    | Hamborg                            | Eastbourne                         | Stanford                           | San Diego                          | Manhattan Beach                    | New Haven                          | Tokyo                              | Filderstadt                        | Linz                               | Leipzig                            | Philadelphia                       |
| 1999                               | Davenport (8/26)                   | Novotná (11/11)                    | S. Williams (1/18)                 | Seles (19/21)                      | V. Williams (1/18)                 | Zvereva (2/2)                      | Davenport (9/26)                   | Hingis (10/16)                     | S. Williams (2/18)                 | V. Williams (2/18)                 | Davenport (10/26)                  | Hingis (11/16)                     | Pierce (5/5)                       | Tauziat (2/3)                      | Davenport (11/26)                  |                                    |                                    |                                    |                                    |
| Sæson                              | Sydney                             | Paris                              | Hannover                           |                                    | Scottsdale                         | Amelia Island                      |                                    |                                    | Hamborg                            | Eastbourne                         | Stanford                           | San Diego                          | Manhattan Beach                    | New Haven                          | Tokyo                              | Filderstadt                        | Linz                               | Leipzig                            | Philadelphia                       |
| 2000                               | Mauresmo (1/15)                    | Tauziat (3/3)                      | S. Williams (3/18)                 | Ingen vinder                       | Seles (20/21)                      | Hingis (12/16)                     | Halard-Dec. (2/2)                  | V. Williams (3/18)                 | V. Williams (4/18)                 | S. Williams (4/18)                 | V. Williams (5/18)                 | S. Williams (5/18)                 | Hingis (13/16)                     | Davenport (12/26)                  | Clijsters (1/18)                   | Davenport (13/26)                  |                                    |                                    |                                    |
| Sæson                              | Sydney                             | Paris                              | Nice                               | Dubai                              | Scottsdale                         | Amelia Island                      |                                    |                                    | Hamborg                            | Eastbourne                         | Stanford                           | San Diego                          | Manhattan Beach                    | New Haven                          | Bahia                              | Tokyo                              | Leipzig                            | Filderstadt                        | Linz                               |
| 2001                               | Hingis (14/16)                     | Mauresmo (2/15)                    | Mauresmo (3/15)                    | Hingis (15/16)                     | Davenport (14/26)                  | Mauresmo (4/15)                    | V. Williams (6/18)                 | Davenport (15/26)                  | Clijsters (2/18)                   | V. Williams (7/18)                 | Davenport (16/26)                  | V. Williams (8/18)                 | Seles (21/21)                      | Dokić (1/1)                        | Clijsters (3/18)                   | Davenport (17/26)                  | Davenport (18/26)                  |                                    |                                    |
| Sæson                              | Sydney                             | Paris                              | Antwerpen                          | Dubai                              | Scottsdale                         | Amelia Island                      |                                    |                                    | Hamborg                            | Eastbourne                         | Stanford                           | San Diego                          | Manhattan Beach                    | New Haven                          | Bahia                              | Tokyo                              | Leipzig                            | Filderstadt                        | Linz                               |
| 2002                               | Hingis (16/16)                     | V. Williams (9/18)                 | V. Williams (10/18)                | Mauresmo (5/15)                    | S. Williams (6/18)                 | V. Williams (11/18)                | Clijsters (4/18)                   | Rubin (1/3)                        | V. Williams (12/18)                | V. Williams (13/18)                | Rubin (2/3)                        | V. Williams (14/18)                | Myskina (1/3)                      | S. Williams (7/18)                 | S. Williams (8/18)                 | Clijsters (5/18)                   | Henin (1/18)                       |                                    |                                    |
| Sæson                              | Sydney                             | Paris                              | Antwerpen                          | Dubai                              | Scottsdale                         | Amelia Island                      |                                    |                                    | Warszawa                           | Eastbourne                         | Stanford                           | San Diego                          | Carson                             | New Haven                          | Shanghai                           | Leipzig                            | Filderstadt                        | Linz                               | Philadelphia                       |
| 2003                               | Clijsters (6/18)                   | S. Williams (9/18)                 | V. Williams (15/18)                | Henin-Hard. (2/18)                 | Sugiyama (1/2)                     | Dementjeva (1/7)                   | Mauresmo (6/15)                    | Rubin (3/3)                        | Clijsters (7/18)                   | Henin-Hard. (3/18)                 | Clijsters (8/18)                   | Capriati (2/2)                     | Dementjeva (2/7)                   | Myskina (2/3)                      | Clijsters (9/18)                   | Sugiyama (2/2)                     | Mauresmo (7/15)                    |                                    |                                    |
| Sæson                              | Sydney                             | Paris                              | Antwerpen                          | Dubai                              | Doha                               | Amelia Island                      |                                    |                                    | Warszawa                           | Eastbourne                         | Stanford                           |                                    | Carson                             | New Haven                          | Beijing                            |                                    | Filderstadt                        | Linz                               | Philadelphia                       |
| 2004                               | Henin-Hard. (4/18)                 | Clijsters (10/18)                  | Clijsters (11/18)                  | Henin-Hard. (5/18)                 | Myskina (3/3)                      | Davenport (19/26)                  | V. Williams (16/18)                | Kuznetsova (1/8)                   | Davenport (20/26)                  | Davenport (21/26)                  | Bovina (1/1)                       | S. Williams (10/18)                | Davenport (22/26)                  | Mauresmo (8/15)                    | Mauresmo (9/15)                    |                                    |                                    |                                    |                                    |
| Sæson                              | Sydney                             | Paris                              | Antwerpen                          | Doha                               | Dubai                              | Amelia Island                      |                                    |                                    | Warszawa                           | Eastbourne                         | Stanford                           |                                    | Carson                             | New Haven                          | Beijing                            | Luxembourg                         | Filderstadt                        | Linz                               | Philadelphia                       |
| 2005                               | Molik (1/1)                        | Safina (1/2)                       | Mauresmo (10/15)                   | Sjarapova (1/7)                    | Davenport (23/26)                  | Davenport (24/26)                  | Henin-Hard. (6/18)                 | Clijsters (12/18)                  | Clijsters (13/18)                  | Clijsters (14/18)                  | Davenport (25/26)                  | Kirilenko (1/1)                    | Clijsters (15/18)                  | Davenport (26/26)                  | Petrova (1/5)                      | Mauresmo (11/15)                   |                                    |                                    |                                    |
| Sæson                              | Sydney                             | Paris                              | Antwerpen                          | Dubai                              | Doha                               | Amelia Island                      |                                    |                                    | Warszawa                           | Eastbourne                         | Stanford                           |                                    | Carson                             | New Haven                          | Beijing                            | Luxembourg                         | Stuttgart                          | Linz                               |                                    |
| 2006                               | Henin-Hard. (7/18)                 | Mauresmo (12/15)                   | Mauresmo (13/15)                   | Henin-Hard. (8/18)                 | Petrova (2/5)                      | Petrova (3/5)                      | Clijsters (16/18)                  | Henin-Hard. (9/18)                 | Clijsters (17/18)                  | Dementjeva (3/7)                   | Henin-Hard. (10/18)                | Kuznetsova (2/8)                   | Bondarenko (1/1)                   | Petrova (4/5)                      | Sjarapova (2/7)                    |                                    |                                    |                                    |                                    |
| 2007                               | Clijsters (18/18)                  | Petrova (5/5)                      | Mauresmo (14/15)                   | Henin (11/18)                      | Henin (12/18)                      | Golovin (1/1)                      | Henin (13/18)                      | Henin (14/18)                      | Tjakvetadze (1/2)                  | Ivanovic (1/5)                     | Kuznetsova (3/8)                   | Szávay (1/1)                       | Ivanovic (2/5)                     | Henin (15/18)                      | Hantuchová (1/1)                   |                                    |                                    |                                    |                                    |
| Sæson                              | Sydney                             | Paris                              | Antwerpen                          | Dubai                              | Bangalore                          | Amelia Island                      |                                    |                                    |                                    | Eastbourne                         | Stanford                           |                                    | Carson                             | New Haven                          | Beijing                            | Stuttgart                          | Zürich                             | Linz                               |                                    |
| 2008                               | Henin (16/18)                      | Tjakvetadze (2/2)                  | Henin (17/18)                      | Dementjeva (4/7)                   | S. Williams (11/18)                | Sjarapova (3/7)                    | Radwańska (1/7)                    | Wozniak (1/1)                      | Safina (2/2)                       | Wozniacki (1/11)                   | Janković (1/2)                     | Janković (2/2)                     | V. Williams (17/18)                | Ivanovic (3/5)                     |                                    |                                    |                                    |                                    |                                    |

### WTA Premier 700 (2009-20)
| Vindere af Premier 700-turneringer | Vindere af Premier 700-turneringer | Vindere af Premier 700-turneringer | Vindere af Premier 700-turneringer | Vindere af Premier 700-turneringer | Vindere af Premier 700-turneringer                                             | Vindere af Premier 700-turneringer                                             | Vindere af Premier 700-turneringer                                             | Vindere af Premier 700-turneringer                                             | Vindere af Premier 700-turneringer                                             | Vindere af Premier 700-turneringer                                             | Vindere af Premier 700-turneringer                                             | Vindere af Premier 700-turneringer |
| ---------------------------------- | ---------------------------------- | ---------------------------------- | ---------------------------------- | ---------------------------------- | ------------------------------------------------------------------------------ | ------------------------------------------------------------------------------ | ------------------------------------------------------------------------------ | ------------------------------------------------------------------------------ | ------------------------------------------------------------------------------ | ------------------------------------------------------------------------------ | ------------------------------------------------------------------------------ | ---------------------------------- |
| Sæson                              |                                    | Sydney                             | Paris                              |                                    | Charleston                                                                     | Stuttgart                                                                      | Warszawa                                                                       | Eastbourne                                                                     | Stanford                                                                       | Carson                                                                         | New Haven                                                                      | Moskva                             |
| 2009                               | Dementjeva (5/7)                   | Mauresmo (15/15)                   | Lisicki (1/1)                      | Kuznetsova (4/8)                   | Dulgheru (1/2)                                                                 | Wozniacki (2/11)                                                               | Bartoli (1/2)                                                                  | Pennetta (1/1)                                                                 | Wozniacki (3/11)                                                               | Schiavone (1/1)                                                                |                                                                                |                                    |
| Sæson                              |                                    | Sydney                             | Paris                              |                                    | Charleston                                                                     | Stuttgart                                                                      | Warszawa                                                                       | Eastbourne                                                                     | Stanford                                                                       | San Diego                                                                      | New Haven                                                                      | Moskva                             |
| 2010                               | Dementjeva (6/7)                   | Dementjeva (7/7)                   | Stosur (1/2)                       | Henin (18/18)                      | Dulgheru (2/2)                                                                 | Makarova (1/1)                                                                 | Azarenka (1/4)                                                                 | Kuznetsova (5/8)                                                               | Wozniacki (4/11)                                                               | Azarenka (2/4)                                                                 |                                                                                |                                    |
| Sæson                              |                                    | Sydney                             | Paris                              | Doha                               | Charleston                                                                     | Stuttgart                                                                      | Bruxelles                                                                      | Eastbourne                                                                     | Stanford                                                                       | Carlsbad                                                                       | New Haven                                                                      | Moskva                             |
| 2011                               | Li (1/1)                           | Kvitová (1/14)                     | Zvonarjova (1/1)                   | Wozniacki (5/11)                   | Görges (1/2)                                                                   | Wozniacki (6/11)                                                               | Bartoli (2/2)                                                                  | S. Williams (12/18)                                                            | Radwańska (2/7)                                                                | Wozniacki (7/11)                                                               | Cibulková (1/4)                                                                |                                    |
| Sæson                              | Brisbane                           | Sydney                             | Paris                              | Dubai                              | Charleston                                                                     | Stuttgart                                                                      | Bruxelles                                                                      | Eastbourne                                                                     | Stanford                                                                       | Carlsbad                                                                       | New Haven                                                                      | Moskva                             |
| 2012                               | Kanepi (1/2)                       | Azarenka (3/4)                     | Kerber (1/7)                       | Radwańska (3/7)                    | S. Williams (13/18)                                                            | Sjarapova (4/7)                                                                | Radwańska (4/7)                                                                | Paszek (1/1)                                                                   | S. Williams (14/18)                                                            | Cibulková (2/4)                                                                | Kvitová (2/14)                                                                 | Wozniacki (8/11)                   |
| 2013                               | S. Williams (15/18)                | Radwańska (5/7)                    | Barthel (1/1)                      | Kvitová (3/14)                     | S. Williams (16/18)                                                            | Sjarapova (5/7)                                                                | Kanepi (2/2)                                                                   | Vesnina (1/1)                                                                  | Cibulková (3/4)                                                                | Stosur (2/2)                                                                   | Halep (1/3)                                                                    | Halep (2/3)                        |
| Sæson                              | Brisbane                           | Sydney                             | Paris                              | Dubai                              | Charleston                                                                     | Stuttgart                                                                      | Birmingham                                                                     | Eastbourne                                                                     | Stanford                                                                       | New Haven                                                                      | Tokyo                                                                          | Moskva                             |
| 2014                               | S. Williams (17/18)                | Pironkova (1/1)                    | Pavljutjenkova (1/2)               | V. Williams (18/18)                | Petkovic (1/2)                                                                 | Sjarapova (6/7)                                                                | Ivanović (4/5)                                                                 | Keys (1/6)                                                                     | S. Williams (18/18)                                                            | Kvitová (4/14)                                                                 | Ivanović (5/5)                                                                 | Pavljutjenkova (2/2)               |
| Sæson                              | Brisbane                           | Sydney                             | Antwerpen                          | Doha                               | Charleston                                                                     | Stuttgart                                                                      | Birmingham                                                                     | Eastbourne                                                                     | Stanford                                                                       | New Haven                                                                      | Tokyo                                                                          | Moskva                             |
| 2015                               | Sjarapova (7/7)                    | Kvitová (5/14)                     | Petkovic (2/2)                     | Šafářová (1/1)                     | Kerber (2/7)                                                                   | Kerber (3/7)                                                                   | Kerber (4/7)                                                                   | Bencic (1/5)                                                                   | Kerber (5/7)                                                                   | Kvitová (6/14)                                                                 | Radwańska (6/7)                                                                | Kuznetsova (6/8)                   |
| Sæson                              | Brisbane                           | Sydney                             | Skt. Petersborg                    | Doha / Dubai                       | Charleston                                                                     | Stuttgart                                                                      | Birmingham                                                                     | Eastbourne                                                                     | Stanford / San Jose                                                            | New Haven                                                                      | Tokyo                                                                          | Moskva                             |
| 2016                               | Azarenka (4/4)                     | Kuznetsova (7/8)                   | Vinci (1/1)                        | Errani (1/1)                       | Stephens (1/1)                                                                 | Kerber (6/7)                                                                   | Keys (2/6)                                                                     | Cibulková (4/4)                                                                | Konta (1/2)                                                                    | Radwańska (7/7)                                                                | Wozniacki (9/11)                                                               | Kuznetsova (8/8)                   |
| 2017                               | Plíšková (1/9)                     | Konta (2/2)                        | Mladenovic (1/1)                   | Plíšková (2/9)                     | Kasatkina (1/6)                                                                | Siegemund (1/1)                                                                | Kvitová (7/14)                                                                 | Plíšková (3/9)                                                                 | Keys (3/6)                                                                     | Gavrilova (1/1)                                                                | Wozniacki (10/11)                                                              | Görges (2/2)                       |
| 2018                               | Svitolina (1/2)                    | Kerber (7/7)                       | Kvitová (8/14)                     | Svitolina (2/2)                    | Bertens (1/3)                                                                  | Plíšková (4/9)                                                                 | Kvitová (9/14)                                                                 | Wozniacki (11/11)                                                              | Buzărnescu (1/1)                                                               | Sabalenka (1/4)                                                                | Plíšková (5/9)                                                                 | Kasatkina (2/6)                    |
| Sæson                              | Brisbane                           | Sydney                             | Skt. Petersborg                    | Doha                               | Charleston                                                                     | Stuttgart                                                                      | Birmingham                                                                     | Eastbourne                                                                     | San Jose                                                                       | Zhengzhou                                                                      | Osaka                                                                          | Moskva                             |
| 2019                               | Plíšková (6/9)                     | Kvitová (10/14)                    | Bertens (2/3)                      | Mertens (1/2)                      | Keys (4/6)                                                                     | Kvitová (11/14)                                                                | Barty (1/5)                                                                    | Plíšková (7/9)                                                                 | Zheng (1/1)                                                                    | Plíšková (8/9)                                                                 | Osaka (1/1)                                                                    | Bencic (2/5)                       |
| Sæson                              | Brisbane                           | Adelaide                           | Skt. Petersborg                    | Dubai                              | Øvrige WTA Premier 700-turneringer i 2020 blev aflyst pga. COVID-19-pandemien. | Øvrige WTA Premier 700-turneringer i 2020 blev aflyst pga. COVID-19-pandemien. | Øvrige WTA Premier 700-turneringer i 2020 blev aflyst pga. COVID-19-pandemien. | Øvrige WTA Premier 700-turneringer i 2020 blev aflyst pga. COVID-19-pandemien. | Øvrige WTA Premier 700-turneringer i 2020 blev aflyst pga. COVID-19-pandemien. | Øvrige WTA Premier 700-turneringer i 2020 blev aflyst pga. COVID-19-pandemien. | Øvrige WTA Premier 700-turneringer i 2020 blev aflyst pga. COVID-19-pandemien. | Ostrava                            |
| 2020                               | Plíšková (9/9)                     | Barty (2/5)                        | Bertens (3/3)                      | Halep (3/3)                        | Øvrige WTA Premier 700-turneringer i 2020 blev aflyst pga. COVID-19-pandemien. | Øvrige WTA Premier 700-turneringer i 2020 blev aflyst pga. COVID-19-pandemien. | Øvrige WTA Premier 700-turneringer i 2020 blev aflyst pga. COVID-19-pandemien. | Øvrige WTA Premier 700-turneringer i 2020 blev aflyst pga. COVID-19-pandemien. | Øvrige WTA Premier 700-turneringer i 2020 blev aflyst pga. COVID-19-pandemien. | Øvrige WTA Premier 700-turneringer i 2020 blev aflyst pga. COVID-19-pandemien. | Øvrige WTA Premier 700-turneringer i 2020 blev aflyst pga. COVID-19-pandemien. | Sabalenka (2/4)                    |

### WTA 500 (siden 2021)
| Vindere af WTA 500-turneringer | Vindere af WTA 500-turneringer | Vindere af WTA 500-turneringer | Vindere af WTA 500-turneringer | Vindere af WTA 500-turneringer | Vindere af WTA 500-turneringer | Vindere af WTA 500-turneringer | Vindere af WTA 500-turneringer | Vindere af WTA 500-turneringer | Vindere af WTA 500-turneringer | Vindere af WTA 500-turneringer | Vindere af WTA 500-turneringer | Vindere af WTA 500-turneringer | Vindere af WTA 500-turneringer | Vindere af WTA 500-turneringer | Vindere af WTA 500-turneringer | Vindere af WTA 500-turneringer | Vindere af WTA 500-turneringer |
| Sæson                          | Abu Dhabi                      | Melbourne 1                    | Melbourne 2                    | Melbourne 3                    | Adelaide                       | Doha                           | Skt. Petersborg                | Charleston                     | Stuttgart                      | Berlin                         | Eastbourne                     | San Jose                       | Ostrava                        | Chicago                        | Moskva                         |                                |                                |
| ------------------------------ | ------------------------------ | ------------------------------ | ------------------------------ | ------------------------------ | ------------------------------ | ------------------------------ | ------------------------------ | ------------------------------ | ------------------------------ | ------------------------------ | ------------------------------ | ------------------------------ | ------------------------------ | ------------------------------ | ------------------------------ | ------------------------------ | ------------------------------ |
| 2021                           | Sabalenka (3/4)                | Barty (3/5)                    | Mertens (2/2)                  | Ingen vinder                   | Świątek (1/5)                  | Kvitová (12/14)                | Kasatkina (3/6)                | Kudermetova (1/2)              | Barty (4/5)                    | Samsonova (1/2)                | Ostapenko (1/4)                | Collins (1/2)                  | Kontaveit (1/3)                | Muguruza (1/1)                 | Kontaveit (2/3)                |                                |                                |
| Sæson                          |                                | Adelaide                       | Sydney                         |                                |                                | Skt. Petersborg                | Dubai                          | Charleston                     | Stuttgart                      | Berlin                         | Eastbourne                     | San Jose                       | Tokyo                          | Ostrava                        | San Diego                      |                                |                                |
| 2022                           | Barty (5/5)                    | Badosa (1/2)                   | Kontaveit (3/3)                | Ostapenko (2/4)                | Bencic (3/5)                   | Świątek (2/5)                  | Jabeur (1/2)                   | Kvitová (13/14)                | Kasatkina (4/6)                | Samsonova (2/2)                | Krejčíková (1/2)               | Świątek (3/5)                  |                                |                                |                                |                                |                                |
| Sæson                          |                                | Adelaide 1                     | Adelaide 2                     |                                |                                | Abu Dhabi                      | Doha                           | Charleston                     | Stuttgart                      | Berlin                         | Eastbourne                     | Washington                     | San Diego                      | Tokyo                          | Zhengzhou                      |                                |                                |
| 2023                           | Sabalenka (4/4)                | Bencic (4/5)                   | Bencic (5/5)                   | Świątek (4/5)                  | Jabeur (2/2)                   | Świątek (5/5)                  | Kvitová (14/14)                | Keys (5/6)                     | Gauff (1/1)                    | Krejčíková (2/2)               | Kudermetova (2/2)              | Zheng (1/2)                    |                                |                                |                                |                                |                                |
| Sæson                          | Brisbane                       | Adelaide                       | Linz                           | Abu Dhabi                      | San Diego                      | Charleston                     | Stuttgart                      | Strasbourg                     | Berlin                         | Eastbourne                     | Bad Homburg                    | Washington                     | Monterrey                      | Guadalajara                    | Seoul                          | Ningbo                         | Tokyo                          |
| 2024                           | Rybakina (1/3)                 | Ostapenko (3/4)                | Ostapenko (4/4)                | Rybakina (2/3)                 | Boulter (1/1)                  | Collins (2/2)                  | Rybakina (3/3)                 | Keys (6/6)                     | Pegula (1/1)                   | Kasatkina (5/5)                | Sjnajder (1/1)                 | Badosa (2/2)                   | Nosková (1/1)                  | Fręch (1/1)                    | Haddad Maia (1/1)              | Kasatkina (6/6)                | Zheng (2/2)                    |

### Flest titler
Følgende spillere har gennem tiden vundet mindst fem singleturneringer på WTA Tour i kategorierne WTA Tier II, WTA Premier 700 eller WTA 500. Aktive spillere er markeret med fed skrift.
| Vindere af flest titler | Vindere af flest titler | Vindere af flest titler | Vindere af flest titler | Vindere af flest titler | Vindere af flest titler | Vindere af flest titler |
| Spiller                 | Antal titler            | Antal titler            | Antal titler            | Antal titler            | Vundne turneringer |                         |
| Spiller                 | Total                   | Tier II                 | Prem. 700               | WTA 500                 | Vundne turneringer |                         |
| ----------------------- | ----------------------- | ----------------------- | ----------------------- | ----------------------- | --- | ----------------------- |
| Lindsay Davenport       | 26                      | 26                      | -                       | -                       | Los Angeles (4), Amelia Island (3), Stanford (3), Filderstadt (3), Linz (2), Philadelphia (2), Sydney (1), Dubai (1), Eastbourne (1), San Diego (1), Atlanta (1), New Haven (1), Tokyo Princess Cup (1), Chicago (1), Scottsdale (1) |                         |
| Steffi Graf             | 25                      | 25                      | -                       | -                       | Delray Beach (3), Hamborg (3), Zürich (3), Brighton (3), San Diego (2), Leipzig (2), Philadelphia (2), Tokyo Pan Pacific Open (1), Paris (1), Indian Wells (1), Amelia Island (1), Houston (1), New Haven (1), Worcester (1)         |                         |
| Monica Seles            | 21                      | 21                      | -                       | -                       | Tokyo Nichirei (3), Los Angeles (3), Amelia Island (2), Houston (2), Tokyo Princess Cup (2), Oakland (2), Sydney (1), Chicago (1), Essen (1), Indian Wells (1), Eastbourne (1), Bahia (1), Philadelphia (1)                          |                         |
| Kim Clijsters           | 18                      | 18                      | -                       | -                       | Stanford (4), Sydney (2), Los Angeles (2), Filderstadt (2), Leipzig (2), Paris (1), Antwerpen (1), Hamborg (1), Warszawa (1), Eastbourne (1), Luxembourg (1)                                                                         |                         |
| Justine Henin           | 18                      | 17                      | 1                       | -                       | Dubai (4), Sydney (3), Stuttgart (2), Warszawa (2), Eastbourne (2), Antwerpen (1), Doha (1), San Diego (1), New Haven (1), Linz (1)                                                                                                  |                         |
| Venus Williams          | 18                      | 17                      | 1                       | -                       | New Haven (4), Hamborg (3), San Diego (3), Antwerpen (2), Stanford (2), Paris (1), Dubai (1), Amelia Island (1), Zürich (1) |                         |
| Serena Williams         | 18                      | 11                      | 7                       | -                       | Stanford (3), Brisbane (2), Paris (2), Charleston (2), Manhattan Beach (2), Tokyo Princess Cup (2), Hannover (1), Scottsdale (1), Bangalore (1), Beijing (1), Leipzig (1)                                                            |                         |
| Martina Hingis          | 16                      | 16                      | -                       | -                       | Filderstadt (4), Sydney (3), Hamborg (2), San Diego (2), Paris (1), Dubai (1), Stanford (1), Oakland (1), Philadelphia (1) |                         |
| Martina Navratilova     | 15                      | 15                      | -                       | -                       | Eastbourne (3), Chicago (2), Paris (2), Los Angeles/Manhattan Beach (2), Oakland (2), Washington (1), Indian Wells (1), Palm Springs (1), Filderstadt (1)                                                                            |                         |
| Amélie Mauresmo         | 15                      | 14                      | 1                       | -                       | Paris (3), Antwerpen (3), Philadelphia (3), Sydney (1), Nice (1), Dubai (1), Amelia Island (1), Warszawa (1), Linz (1) |                         |
| Petra Kvitová           | 14                      | -                       | 11                      | 3                       | New Haven (3), Sydney (2), Birmingham (2), Skt. Petersborg (1), Paris (1), Dubai (1), Doha (1), Stuttgart (1), Berlin (1), Eastbourne (1)                                                                                            |                         |
| Arantxa Sánchez Vicario | 12                      | 12                      | -                       | -                       | Barcelona (3), Hamborg (3), Amelia Island (2), Sydney (1), Virginia Slims of Washington (1), Tokyo indendørs (1), Oakland (1) |                         |
| Jana Novotná            | 11                      | 11                      | -                       | -                       | Leipzig (2), Brighton (2), Hannover (1), Linz (1), Madrid (1), Eastbourne (1), Chicago (1), Essen (1), Philadelphia (1) |                         |
| Caroline Wozniacki      | 11                      | 1                       | 10                      | -                       | New Haven (4), Eastbourne (2), Tokyo (2), Charleston (1), Bruxelles (1), Moskva (1) |                         |
| Karolína Plíšková       | 9                       | -                       | 9                       | -                       | Brisbane (3), Eastbourne (2), Doha (1), Stuttgart (1), Zhengzhou (1), Tokyo (1) |                         |
| Svetlana Kuznetsova     | 8                       | 3                       | 5                       | -                       | Moskva (2), Sydney (1), Stuttgart (1), Eastbourne (1), San Diego (1), New Haven (1), Beijing (1) |                         |
| Conchita Martínez       | 7                       | 7                       | -                       | -                       | Stratton Mountain (2), Houston (1), Amelia Island (1), Hamborg (1), San Diego (1), Manhattan Beach (1) |                         |
| Jelena Dementjeva       | 7                       | 4                       | 3                       | -                       | Sydney (2), Paris (1), Dubai (1), Amelia Island (1), Carson (1), Shanghai (1) |                         |
| Marija Sjarapova        | 7                       | 3                       | 4                       | -                       | Stuttgart (3), Brisbane (1), Doha (1), Amelia Island (1), Linz (1) |                         |
| Agnieszka Radwańska     | 7                       | 1                       | 6                       | -                       | Sydney (1), Dubai (1), Bruxelles (1), Eastbourne (1), Carlsbad (1), New Haven (1), Tokyo (1) |                         |
| Angelique Kerber        | 7                       | -                       | 7                       | -                       | Stuttgart (2), Sydney (1), Paris (1), Charleston (1), Birmingham (1), Stanford (1) |                         |
| Gabriela Sabatini       | 6                       | 6                       | -                       | -                       | Tokyo (2), Amelia Island (2), Sydney (1), Boca Raton (1) |                         |
| Madison Keys            | 6                       | -                       | 4                       | 2                       | Eastbourne (2), Charleston (1), Strasbourg (1), Birmingham (1), Stanford (1) |                         |
| Darja Kasatkina         | 6                       | -                       | 2                       | 4                       | Skt. Petersborg (1), Charleston (1), Eastbourne (1), San Jose (1), Moskva (1), Ningbo (1) |                         |
| Mary Joe Fernández      | 5                       | 5                       | -                       | -                       | Indian Wells (2), Tokyo indendørs (1), Filderstadt (1), Brighton (1) |                         |
| Mary Pierce             | 5                       | 5                       | -                       | -                       | Paris (1), Amelia Island (1), Tokyo indendørs (1), Filderstadt (1), Linz (1) |                         |
| Nadia Petrova           | 5                       | 5                       | -                       | -                       | Paris (1), Doha (1), Amelia Island (1), Stuttgart (1), Linz (1) |                         |
| Ana Ivanović            | 5                       | 3                       | 2                       | -                       | Birmingham (1), Carson (1), Tokyo (1), Luxembourg (1), Linz (1) |                         |
| Ashleigh Barty          | 5                       | -                       | 2                       | 3                       | Adelaide (2), Melbourne (1), Stuttgart (1), Birmingham (1) |                         |
| Belinda Bencic          | 5                       | -                       | 2                       | 3                       | Adelaide (1), Abu Dhabi (1), Charleston Open (1), Eastbourne (1), Moskva (1) |                         |
| Iga Świątek             | 5                       | -                       | -                       | 5                       | Stuttgart (2), Adelaide (1), Doha (1), San Diego (1) |                         |

## Double-vindere

### WTA Tier II (1990-2008)
| Vindere af WTA Tier II-turneringer | Vindere af WTA Tier II-turneringer        | Vindere af WTA Tier II-turneringer      | Vindere af WTA Tier II-turneringer | Vindere af WTA Tier II-turneringer | Vindere af WTA Tier II-turneringer      | Vindere af WTA Tier II-turneringer    | Vindere af WTA Tier II-turneringer    | Vindere af WTA Tier II-turneringer     | Vindere af WTA Tier II-turneringer   | Vindere af WTA Tier II-turneringer   | Vindere af WTA Tier II-turneringer   | Vindere af WTA Tier II-turneringer       | Vindere af WTA Tier II-turneringer  | Vindere af WTA Tier II-turneringer    | Vindere af WTA Tier II-turneringer   | Vindere af WTA Tier II-turneringer   | Vindere af WTA Tier II-turneringer | Vindere af WTA Tier II-turneringer | Vindere af WTA Tier II-turneringer    |
| ---------------------------------- | ----------------------------------------- | --------------------------------------- | ---------------------------------- | ---------------------------------- | --------------------------------------- | ------------------------------------- | ------------------------------------- | -------------------------------------- | ------------------------------------ | ------------------------------------ | ------------------------------------ | ---------------------------------------- | ----------------------------------- | ------------------------------------- | ------------------------------------ | ------------------------------------ | ---------------------------------- | ---------------------------------- | ------------------------------------- |
| Sæson                              | Tokyo                                     |                                         | Washington                         | Indian Wells                       | Boca Raton                              | Amelia Island                         |                                       |                                        | Hamborg                              | Eastbourne                           |                                      | Los Angeles                              |                                     | Tokyo (i)                             | Zürich                               | Filderstadt                          | Brighton                           | Oakland                            | Worcester                             |
| 1990                               | G. Fernández (1/23) Smylie (1/5)          | Navratilova (1/8) Garrison-J. (1/3)     | Novotná (1/26) Suková (1/16)       | Novotná (2/26) Suková (2/16)       | Paz (1/1) Sánchez Vic. (1/31)           | G. Fernández (2/23) Navratilova (2/8) | Savtjenko-N. (1/19) Zvereva (1/25)    | G. Fernández (3/23) Novotná (3/26)     | M. Fernández (1/8) White (1/2)       | Bollegraf (1/7) Pfaff (1/1)          | M. Fernández (2/8) Garrison-J. (2/3) | Suková (3/16) Tauziat (1/9)              | McGrath (1/8) Smith (1/1)           | G. Fernández (4/23) Suková (4/16)     |                                      |                                      |                                    |                                    |                                       |
| Sæson                              | Tokyo                                     | Chicago                                 | Palm Springs                       |                                    | Amelia Island                           | Houston                               |                                       | Hamborg                                | Eastbourne                           |                                      | Los Angeles                          | Washington                               | Tokyo (i)                           | Zürich                                | Filderstadt                          | Brighton                             | Oakland                            | Philadelphia                       |                                       |
| 1991                               | K. Jordan (1/1) Smylie (2/5)              | G. Fernández (5/23) Novotná (4/26)      | Ingen vinder                       | Sánchez Vic. (2/31) Suková (5/16)  | Hetherington (1/1) Rinaldi (1/1)        | Novotná (5/26) Neiland (2/19)         | Neiland (3/19) Zvereva (2/25)         | Neiland (4/19) Zvereva (3/25)          | Novotná (6/26) Neiland (5/19)        | M. Fernández (3/8) Shriver (1/5)     | Novotná (7/26) Strnadová (1/2)       | Navratilova (3/8) Novotná (8/26)         | Shriver (2/5) Zvereva (4/25)        | Fendick (1/5) G. Fernández (6/23)     | Novotná (9/26) Neiland (6/19)        |                                      |                                    |                                    |                                       |
| Sæson                              | Tokyo                                     | Essen                                   | Chicago                            | Indian Wells                       |                                         | Amelia Island                         | Houston                               |                                        | Hamborg                              | Eastbourne                           |                                      | Los Angeles                              |                                     | Tokyo (i)                             | Zürich                               | Filderstadt                          | Brighton                           | Oakland                            | Philadelphia                          |
| 1992                               | Sánchez Vic. (3/31) Suková (6/16)         | K. Maleeva (1/1) Rittner (1/2)          | Navratilova (4/8) Shriver (3/5)    | Kohde-Kilsch (1/1) Rehe (1/1)      | Sánchez Vic. (4/31) Zvereva (5/25)      | Fendick (2/5) G. Fernández (7/23)     | Graf (1/2) Stubbs (1/27)              | Novotná (10/26) Neiland (7/19)         | Sánchez Vic. (5/31) Suková (7/16)    | M. Fernández (4/8) White (2/2)       | Suková (8/16) Zvereva (6/25)         | Sánchez Vic. (6/31) Suková (9/16)        | Novotná (11/26) Neiland (8/19)      | G. Fernández (8/23) Zvereva (7/25)    | G. Fernández (9/23) Zvereva (8/25)   |                                      |                                    |                                    |                                       |
| Sæson                              | Sydney                                    | Chicago                                 | Paris                              | Indian Wells                       | Delray Beach                            | Houston                               | Amelia Island                         | Barcelona                              | Hamborg                              | Eastbourne                           | Stratton Mountain                    | San Diego                                | Manhattan Beach                     | Tokyo (i)                             | Leipzig                              | Filderstadt                          | Brighton                           | Essen                              | Oakland                               |
| 1993                               | Shriver (4/5) Smylie (3/5)                | Adams (1/2) Garrison-J. (3/3)           | Novotná (12/26) Strnadová (2/2)    | Stubbs (2/27) Suková (10/16)       | G. Fernández (10/23) Zvereva (9/25)     | Adams (2/2) Bollegraf (2/7)           | Maleeva-Frag. (1/1) Meskhi (1/1)      | Martínez (1/6) Sánchez Vic. (7/31)     | Graf (2/2) Stubbs (3/27)             | G. Fernández (11/23) Zvereva (10/25) | Smylie (4/5) Suková (11/16)          | G. Fernández (12/23) Suková (12/16)      | Sánchez Vic. (8/31) Suková (13/16)  | Raymond (1/35) Rubin (1/5)            | G. Fernández (13/23) Zvereva (11/25) | G. Fernández (14/23) Zvereva (12/25) | Golarsa (1/1) Medvedeva (1/1)      | Sánchez Vic. (9/31) Suková (14/16) | Fendick (3/5) McGrath (2/8)           |
| 1994                               | Fendick (4/5) McGrath (3/8)               | G. Fernández (15/23) Zvereva (13/25)    | Appelmans (1/2) Courtois (1/1)     | Davenport (1/20) Raymond (2/35)    | Novotná (13/26) Sánchez Vic. (10/31)    | Bollegraf (3/7) Navratilova (5/8)     | Savtjenko (9/19) Sánchez Vic. (11/31) | Savtjenko (10/19) Sánchez Vic. (12/31) | Novotná (14/26) Sánchez Vic. (13/31) | G. Fernández (16/23) Zvereva (14/25) | Shriver (5/5) Smylie (5/5)           | Novotná (15/26) Sánchez Vic. (14/31)     | Halard (1/6) Tauziat (2/9)          | Halard (2/6) Sánchez Vic. (15/31)     | Fendick (5/5) McGrath (4/8)          | G. Fernández (17/23) Zvereva (15/25) | Bollegraf (4/7) Savtjenko (11/19)  | Lindström (1/1) Strandlund (1/1)   | Davenport (2/20) Sánchez Vic. (16/31) |
| Sæson                              | Sydney                                    | Chicago                                 | Paris                              | Indian Wells                       | Delray Beach                            | Amelia Island                         | Houston                               | Barcelona                              | Hamborg                              | Eastbourne                           |                                      | San Diego                                | Manhattan Beach                     | Tokyo (i)                             | Leipzig                              | Filderstadt                          | Brighton                           |                                    | Oakland                               |
| 1995                               | Davenport (3/20) Novotná (16/26)          | Sabatini (1/1) Schultz (1/2)            | McGrath (5/8) Savtjenko (12/19)    | Davenport (4/20) Raymond (3/35)    | M. Fernández (5/8) Novotná (17/26)      | Coetzer (1/3) Gorrochategui (1/1)     | Arendt (1/4) Bollegraf (5/7)          | Savtjenko (13/19) Sánchez Vic. (17/31) | G. Fernández (18/23) Hingis (1/20)   | Novotná (18/26) Sánchez Vic. (18/31) | G. Fernández (19/23) Zvereva (16/25) | G. Fernández (20/23) Zvereva (17/25)     | Davenport (5/20) M. Fernández (6/8) | McGrath (6/8) Savtjenko (14/19)       | G. Fernández (21/23) Zvereva (18/25) | McGrath (7/8) Savtjenko (15/19)      | McNeil (1/2) Suková (15/16)        |                                    |                                       |
| Sæson                              | Sydney                                    | Paris                                   | Essen                              |                                    |                                         | Amelia Island                         | Hamborg                               | Madrid                                 | Eastbourne                           |                                      | Manhattan Beach                      | San Diego                                | Tokyo (i)                           | Leipzig                               | Filderstadt                          | Chicago                              | Oakland                            | Philadelphia                       |                                       |
| 1996                               | Davenport (6/20) M. Fernández (7/8)       | Boogert (1/2) Novotná (19/26)           | McGrath (8/8) Neiland (16/19)      | Rubin (2/5) Sánchez Vic. (19/31)   | Sánchez Vic. (20/31) Schultz-McC. (2/2) | Novotná (20/26) Sánchez Vic. (21/31)  | Novotná (21/26) Sánchez Vic. (22/31)  | Davenport (7/20) Zvereva (19/25)       | G. Fernández (22/23) Martínez (2/6)  | Coetzer (2/3) Pierce (1/5)           | Boogert (2/2) Tauziat (3/9)          | Arendt (2/4) Novotná (22/26)             | Raymond (4/35) Stubbs (4/27)        | Davenport (8/20) M. Fernández (8/8)   | Raymond (5/35) Stubbs (5/27)         |                                      |                                    |                                    |                                       |
| Sæson                              | Sydney                                    | Paris                                   | Hannover                           |                                    |                                         | Amelia Island                         | Hamborg                               | Eastbourne                             | Stanford                             | San Diego                            | Manhattan Beach                      | Atlanta                                  | Tokyo                               | Leipzig                               | Filderstadt                          | Chicago                              | Philadelphia                       |                                    |                                       |
| 1997                               | G. Fernández (23/23) Sánchez Vic. (23/31) | Hingis (2/20) Novotná (23/26)           | Arendt (3/4) Bollegraf (6/7)       | Davenport (9/20) Novotná (24/26)   | A. Huber (1/1) Pierce (2/5)             | Ingen vinder                          | Davenport (10/20) Hingis (3/20)       | Hingis (4/20) Sánchez Vic. (24/31)     | Basuki (1/2) Vis (1/4)               | Arendt (4/4) Bollegraf (7/7)         | Seles (1/2) Sugiyama (1/16)          | Hingis (5/20) Novotná (25/26)            | Hingis (6/20) Sánchez Vic. (25/31)  | Fusai (1/3) Tauziat (4/9)             | Raymond (6/35) Stubbs (6/27)         |                                      |                                    |                                    |                                       |
| Sæson                              | Sydney                                    | Paris                                   | Hannover                           | Linz                               |                                         | Amelia Island                         | Hamborg                               | Eastbourne                             | Stanford                             | San Diego                            | Manhattan Beach                      | New Haven                                | Tokyo                               | Filderstadt                           | Leipzig                              |                                      | Philadelphia                       |                                    |                                       |
| 1998                               | Hingis (7/20) Suková (16/16)              | Appelmans (2/2) Oremans (1/1)           | Raymond (7/35) Stubbs (7/27)       | Fusai (2/3) Tauziat (5/9)          | Cacic (1/1) Pierce (3/5)                | Schett (1/5) Schnyder (1/5)           | de Swardt (1/1) Novotná (26/26)       | Davenport (11/20) Zvereva (20/25)      | Davenport (12/20) Zvereva (21/25)    | Hingis (8/20) Zvereva (22/25)        | Fusai (3/3) Tauziat (6/9)            | Kurnikova (1/6) Seles (2/2)              | Davenport (13/20) Zvereva (23/25)   | Likhovtseva (1/10) Sugiyama (2/16)    | Likhovtseva (2/10) Sugiyama (3/16)   |                                      |                                    |                                    |                                       |
| Sæson                              | Sydney                                    | Hannover                                | Paris                              |                                    |                                         | Amelia Island                         | Hamborg                               | Eastbourne                             | Stanford                             | San Diego                            | Manhattan Beach                      | New Haven                                | Tokyo                               | Filderstadt                           | Linz                                 | Leipzig                              | Philadelphia                       |                                    |                                       |
| 1999                               | Likhovtseva (3/10) Sugiyama (4/16)        | S. Williams (1/3) V. Williams (1/2)     | Spîrlea (1/2) Vis (2/4)            | Martínez (3/6) Tarabini (1/3)      | Sánchez Vic. (26/31) Neiland (17/19)    | Hingis (9/20) Kurnikova (2/6)         | Davenport (14/20) Morariu (1/3)       | Davenport (15/20) Morariu (2/3)        | Sánchez Vic. (27/31) Neiland (18/19) | Raymond (8/35) Stubbs (8/27)         | Martínez (4/6) Tarabini (2/3)        | Rubin (3/5) Testud (1/3)                 | Spîrlea (2/2) Vis (3/4)             | Pierce (4/5) Neiland (19/19)          | Raymond (9/35) Stubbs (9/27)         |                                      |                                    |                                    |                                       |
| Sæson                              | Sydney                                    | Paris                                   | Hannover                           |                                    | Scottsdale                              | Amelia Island                         | Hamborg                               | Eastbourne                             | Stanford                             | San Diego                            | Manhattan Beach                      | New Haven                                | Tokyo                               | Filderstadt                           | Linz                                 | Leipzig                              | Philadelphia                       |                                    |                                       |
| 2000                               | Halard-Dec. (3/6) Sugiyama (5/16)         | Halard-Dec. (4/6) Testud (2/3)          | Carlsson (1/1) Zvereva (24/25)     | Ingen vinder                       | Ingen vinder                            | Kurnikova (3/6) Zvereva (25/25)       | Sugiyama (6/16) Tauziat (7/9)         | Rubin (4/5) Testud (3/3)               | Raymond (10/35) Stubbs (10/27)       | Callens (1/3) van Roost (1/1)        | Halard-Dec. (5/6) Sugiyama (7/16)    | Halard-Dec. (6/6) Sugiyama (8/16)        | Hingis (10/20) Kurnikova (4/6)      | Mauresmo (1/2) Rubin (5/5)            | Sánchez Vic. (28/31) Sidot (1/2)     | Hingis (11/20) Kurnikova (5/6)       |                                    |                                    |                                       |
| Sæson                              | Sydney                                    | Paris                                   | Nice                               | Dubai                              | Scottsdale                              | Amelia Island                         | Hamborg                               | Eastbourne                             | Stanford                             | San Diego                            | Manhattan Beach                      | New Haven                                | Bahia                               | Tokyo                                 | Leipzig                              | Filderstadt                          | Linz                               |                                    |                                       |
| 2001                               | Kurnikova (6/6) Schett (2/5)              | Majoli (1/1) Razzano (1/1)              | Loit (1/3) Sidot (2/2)             | Basuki (2/2) Vis (4/4)             | Raymond (11/35) Stubbs (11/27)          | Martínez (5/6) Tarabini (3/3)         | Black (1/23) Likhovtseva (4/10)       | Raymond (12/35) Stubbs (12/27)         | Lee (1/1) Prakusya (1/1)             | Black (2/23) Likhovtseva (5/10)      | Po-Messerli (1/1) Tauziat (8/9)      | Black (3/23) Likhovtseva (6/10)          | Coetzer (3/3) McNeil (2/2)          | Black (4/23) L. Huber (1/19)          | Likhovtseva (7/10) Tauziat (9/9)     | Davenport (16/20) Raymond (13/35)    | Dokić (1/3) Petrova (1/10)         |                                    |                                       |
| Sæson                              | Sydney                                    | Paris                                   | Antwerpen                          | Dubai                              | Scottsdale                              | Amelia Island                         | Hamborg                               | Eastbourne                             | Stanford                             | San Diego                            | Manhattan Beach                      | New Haven                                | Bahia                               | Tokyo                                 | Leipzig                              | Filderstadt                          | Linz                               |                                    |                                       |
| 2002                               | Raymond (14/35) Stubbs (13/27)            | Dechy (1/1) Tu (1/1)                    | M. Maleeva (1/2) Schnyder (2/5)    | Rittner (2/2) Vento-Kabchi (1/2)   | Raymond (15/35) Stubbs (14/27)          | Hantuchová (1/4) Sánchez Vic. (29/31) | Hingis (12/20) Schett (3/5)           | Raymond (16/35) Stubbs (15/27)         | Raymond (17/35) Stubbs (16/27)       | Dementjeva (1/2) Husárová (1/4)      | Clijsters (1/5) Dokić (2/3)          | Hantuchová (2/4) Sánchez Vic. (30/31)    | Ruano Pasc. (1/6) Suárez (1/5)      | Kuznetsova (1/6) Sánchez Vic. (31/31) | Stevenson (1/1) S. Williams (2/3)    | Davenport (17/20) Raymond (18/35)    | Dokić (3/3) Petrova (2/10)         |                                    |                                       |
| Sæson                              | Sydney                                    | Paris                                   | Antwerpen                          | Dubai                              | Scottsdale                              | Amelia Island                         | Warszawa                              | Eastbourne                             | Stanford                             | San Diego                            | Carson                               | New Haven                                | Shanghai                            | Leipzig                               | Filderstadt                          | Linz                                 | Philadelphia                       |                                    |                                       |
| 2003                               | Clijsters (2/5) Sugiyama (9/16)           | Schett (4/5) Schnyder (3/5)             | Clijsters (3/5) Sugiyama (10/16)   | Kuznetsova (2/6) Navratilova (6/8) | Clijsters (4/5) Sugiyama (11/16)        | Davenport (18/20) Raymond (19/35)     | L. Huber (2/19) M. Maleeva (2/2)      | Davenport (19/20) Raymond (20/35)      | Black (5/23) Raymond (21/35)         | Clijsters (5/5) Sugiyama (12/16)     | Pierce (5/5) Stubbs (17/27)          | Ruano Pasc. (2/6) Suárez (2/5)           | Loit (2/3) Pratt (1/2)              | Kuznetsova (3/6) Navratilova (7/8)    | Raymond (22/35) Stubbs (18/27)       | L. Huber (3/19) Sugiyama (13/16)     | Navratilova (8/8) Raymond (23/35)  |                                    |                                       |
| Sæson                              | Sydney                                    | Paris                                   | Antwerpen                          | Dubai                              | Doha                                    | Amelia Island                         | Warszawa                              | Eastbourne                             | Stanford                             |                                      | Carson                               | New Haven                                | Beijing                             |                                       | Filderstadt                          | Linz                                 | Philadelphia                       |                                    |                                       |
| 2004                               | Black (6/23) Stubbs (19/27)               | Schett (5/5) Schnyder (4/5)             | Black (7/23) Callens (2/3)         | Husárová (2/4) Martínez (6/6)      | Kuznetsova (4/6) Likhovtseva (8/10)     | Petrova (3/10) Shaughnessy (1/6)      | Farina Elia (1/1) Schiavone (1/4)     | Molik (1/3) Serna (1/1)                | Daniilidou (1/1) Pratt (2/2)         | Petrova (4/10) Shaughnessy (2/6)     | Petrova (5/10) Shaughnessy (3/6)     | Gagliardi (1/1) Safina (1/2)             | Black (8/23) Stubbs (20/27)         | Husárová (3/4) Likhovtseva (9/10)     | Molik (2/3) Raymond (24/35)          |                                      |                                    |                                    |                                       |
| Sæson                              | Sydney                                    | Paris                                   | Antwerpen                          | Doha                               | Dubai                                   | Amelia Island                         | Warszawa                              | Eastbourne                             | Stanford                             |                                      | Carson                               | New Haven                                | Beijing                             | Luxembourg                            | Filderstadt                          | Linz                                 | Philadelphia                       |                                    |                                       |
| 2005                               | Stewart (1/2) Stosur (1/9)                | Benešová (1/5) Peschke (1/20)           | Black (9/23) Callens (3/3)         | Molik (3/3) Schiavone (2/4)        | Ruano Pasc. (3/6) Suárez (3/5)          | Stewart (2/2) Stosur (2/9)            | Perebyjnis (1/2) Strýcová (1/10)      | Raymond (25/35) Stubbs (21/27)         | Black (10/23) Stubbs (22/27)         | Dementjeva (2/2) Pennetta (1/4)      | Raymond (26/35) Stosur (3/9)         | Llagostera Viv. (1/4) Vento-Kabchi (2/2) | Raymond (27/35) Stosur (4/9)        | Hantuchová (3/4) Myskina (1/2)        | Dulko (1/3) Peschke (2/20)           | Black (11/23) Stubbs (23/27)         |                                    |                                    |                                       |
| Sæson                              | Sydney                                    | Paris                                   | Antwerpen                          | Dubai                              | Doha                                    | Amelia Island                         | Warszawa                              | Eastbourne                             | Stanford                             |                                      | Carson                               | New Haven                                | Beijing                             | Luxembourg                            | Stuttgart                            | Linz                                 |                                    |                                    |                                       |
| 2006                               | Morariu (3/3) Stubbs (24/27)              | Loit (3/3) Peschke (3/20)               | Safina (2/2) Srebotnik (1/14)      | Peschke (4/20) Schiavone (3/4)     | Hantuchová (4/4) Sugiyama (14/16)       | Asagoe (1/1) Srebotnik (2/14)         | Likhovtseva (10/10) Myskina (2/2)     | Kuznetsova (5/6) Mauresmo (2/2)        | Grönefeld (1/7) Pe'er (1/2)          | Ruano Pasc. (4/6) Suárez (4/5)       | Yan (1/3) Zheng J. (1/4)             | Ruano Pasc. (5/6) Suárez (5/5)           | Peschke (5/20) Schiavone (4/4)      | Raymond (28/35) Stosur (5/9)          | Raymond (29/35) Stosur (6/9)         |                                      |                                    |                                    |                                       |
| 2007                               | Grönefeld (2/7) Shaughnessy (4/6)         | Black (12/23) L. Huber (4/19)           | Black (13/23) L. Huber (5/19)      | Black (14/23) L. Huber (6/19)      | Hingis (13/20) Kirilenko (1/3)          | Santangelo (1/2) Srebotnik (3/14)     | Dusjevina (1/1) Perebyjnis (2/2)      | Raymond (30/35) Stosur (7/9)           | Mirza (1/17) Pe'er (2/2)             | Peschke (6/20) Stubbs (25/27)        | Mirza (2/17) Santangelo (2/2)        | Chuang (1/5) Hsieh (1/6)                 | Benešová (2/5) Husárová (4/4)       | Peschke (7/20) Stubbs (26/27)         | Black (15/23) L. Huber (7/19)        |                                      |                                    |                                    |                                       |
| Sæson                              | Sydney                                    | Paris                                   | Antwerpen                          | Dubai                              | Bangalore                               | Amelia Island                         |                                       | Eastbourne                             | Stanford                             |                                      | Carson                               | New Haven                                | Beijing                             | Stuttgart                             | Zürich                               | Linz                                 |                                    |                                    |                                       |
| 2008                               | Yan (2/3) Zheng J. (2/4)                  | A. Bondarenko (1/1) K. Bondarenko (1/1) | Black (16/23) L. Huber (8/19)      | Black (17/23) L. Huber (9/19)      | Peng (1/3) Sun (1/1)                    | Mattek (1/13) Uhlířová (1/1)          | Black (18/23) L. Huber (10/19)        | Black (19/23) L. Huber (11/19)         | Chan Y. (1/7) Chuang (2/5)           | Peschke (8/20) Raymond (31/35)       | Medina Garr. (1/3) Wozniacki (1/1)   | Grönefeld (3/7) Schnyder (5/5)           | Black (20/23) L. Huber (12/19)      | Srebotnik (4/14) Sugiyama (15/16)     |                                      |                                      |                                    |                                    |                                       |

### WTA Premier 700 (2009-20)
| Vindere af Premier 700-turneringer | Vindere af Premier 700-turneringer         | Vindere af Premier 700-turneringer    | Vindere af Premier 700-turneringer      | Vindere af Premier 700-turneringer | Vindere af Premier 700-turneringer                                 | Vindere af Premier 700-turneringer                                 | Vindere af Premier 700-turneringer                                 | Vindere af Premier 700-turneringer                                 | Vindere af Premier 700-turneringer                                 | Vindere af Premier 700-turneringer                                 | Vindere af Premier 700-turneringer                                 | Vindere af Premier 700-turneringer |
| ---------------------------------- | ------------------------------------------ | ------------------------------------- | --------------------------------------- | ---------------------------------- | ------------------------------------------------------------------ | ------------------------------------------------------------------ | ------------------------------------------------------------------ | ------------------------------------------------------------------ | ------------------------------------------------------------------ | ------------------------------------------------------------------ | ------------------------------------------------------------------ | ---------------------------------- |
| Sæson                              |                                            | Sydney                                | Paris                                   |                                    | Charleston                                                         | Stuttgart                                                          | Warszawa                                                           | Eastbourne                                                         | Stanford                                                           | Los Angeles                                                        | New Haven                                                          | Moskva                             |
| 2009                               | Hsieh (2/6) Peng (2/3)                     | Black (21/23) L. Huber (13/19)        | Mattek-Sands (2/13) Petrova (6/10)      | Mattek-Sands (3/13) Petrova (7/10) | Kops-Jones (1/6) Mattek-Sands (4/13)                               | Amanmuradova (1/1) Sugiyama (16/16)                                | S. Williams (3/3) V. Williams (2/2)                                | Chuang (3/5) Yan (3/3)                                             | Llagostera Viv. (2/4) Martínez Sán. (1/3)                          | Hsieh (3/6) Peng (3/3)                                             |                                                                    |                                    |
| Sæson                              |                                            | Sydney                                | Paris                                   |                                    | Charleston                                                         | Stuttgart                                                          | Warszawa                                                           | Eastbourne                                                         | Stanford                                                           | San Diego                                                          | New Haven                                                          | Moskva                             |
| 2010                               | Black (22/23) L. Huber (14/19)             | Benešová (3/5) Záhlavová-Str. (2/10)  | L. Huber (15/19) Petrova (8/10)         | Dulko (2/3) Pennetta (2/4)         | Ruano Pascual (6/6) Shaughnessy (5/6)                              | Raymond (32/35) Stubbs (27/27)                                     | Davenport (20/20) L. Huber (16/19)                                 | Kirilenko (2/3) Zheng J. (3/4)                                     | Peschke (9/20) Srebotnik (5/14)                                    | Dulko (3/3) Pennetta (3/4)                                         |                                                                    |                                    |
| Sæson                              |                                            | Sydney                                | Paris                                   | Doha                               | Charleston                                                         | Stuttgart                                                          | Bruxelles                                                          | Eastbourne                                                         | Stanford                                                           | Carlsbad                                                           | New Haven                                                          | Moskva                             |
| 2011                               | Benešová (4/5) Záhlavová-Str. (3/10)       | Mattek-Sands (5/13) Shaughnessy (6/6) | Peschke (10/20) Srebotnik (6/14)        | Mirza (3/17) Vesnina (1/3)         | Lisicki (1/3) Stosur (8/9)                                         | Hlaváčková (1/4) Voskobojeva (1/1)                                 | Peschke (11/20) Srebotnik (7/14)                                   | Azarenka (1/2) Kirilenko (3/3)                                     | Peschke (12/20) Srebotnik (8/14)                                   | Chuang (4/5) Govortsova (1/1)                                      | King (1/1) Sjvedova (1/2)                                          |                                    |
| Sæson                              | Brisbane                                   | Sydney                                | Paris                                   | Dubai                              | Charleston                                                         | Stuttgart                                                          | Bruxelles                                                          | Eastbourne                                                         | Stanford                                                           | Carlsbad                                                           | New Haven                                                          | Moskva                             |
| 2012                               | Llagostera Viv. (3/4) Parra Santonja (1/2) | Peschke (13/20) Srebotnik (9/14)      | L. Huber (17/19) Raymond (33/35)        | L. Huber (18/19) Raymond (34/35)   | Pavljutjenkova (1/2) Šafářová (1/5)                                | Benešová (5/5) Záhlavová-Str. (4/10)                               | Mattek-Sands (6/13) Mirza (4/17)                                   | Llagostera Viv. (4/4) Martínez Sán. (2/3)                          | Erakovic (1/1) Watson (1/1)                                        | Kops-Jones (2/6) Spears (1/8)                                      | L. Huber (19/19) Raymond (35/35)                                   | Makarova (1/2) Vesnina (2/3)       |
| 2013                               | Mattek-Sands (7/13) Mirza (5/17)           | Petrova (9/10) Srebotnik (10/14)      | Errani (1/3) Vinci (1/2)                | Mattek-Sands (8/13) Mirza (6/17)   | Mladenovic (1/4) Šafářová (2/5)                                    | Barthel (1/2) Lisicki (2/3)                                        | Grönefeld (4/7) Peschke (14/20)                                    | Petrova (10/10) Srebotnik (11/14)                                  | Kops-Jones (3/6) Spears (2/8)                                      | Kops-Jones (4/6) Spears (3/8)                                      | Mirza (7/17) Zheng J. (4/4)                                        | Kuznetsova (6/6) Stosur (9/9)      |
| Sæson                              | Brisbane                                   | Sydney                                | Paris                                   | Dubai                              | Charleston                                                         | Stuttgart                                                          | Birmingham                                                         | Eastbourne                                                         | Stanford                                                           | New Haven                                                          | Tokyo                                                              | Moskva                             |
| 2014                               | Kudrjavtseva (1/3) Rodionova (1/3)         | Babos (1/4) Šafářová (3/5)            | Grönefeld (5/7) Peschke (15/20)         | Kudrjavtseva (2/3) Rodionova (2/3) | Medina Garr. (2/3) Sjvedova (2/2)                                  | Errani (2/3) Vinci (2/2)                                           | Kops-Jones (5/6) Spears (4/8)                                      | Chan H. (1/6) Chan Y. (2/7)                                        | Muguruza (1/3) Suárez Navarro (1/3)                                | Klepač (1/4) Soler Espinosa (1/1)                                  | Black (23/23) Mirza (8/17)                                         | Hingis (14/20) Pennetta (4/4)      |
| Sæson                              | Brisbane                                   | Sydney                                | Antwerpen                               | Doha                               | Charleston                                                         | Stuttgart                                                          | Birmingham                                                         | Eastbourne                                                         | Stanford                                                           | New Haven                                                          | Tokyo                                                              | Moskva                             |
| 2015                               | Hingis (15/20) Lisicki (3/3)               | Mattek-Sands (9/13) Mirza (9/17)      | Medina Garr. (3/3) Parra Santonja (2/2) | Kops-Jones (6/6) Spears (5/8)      | Hingis (16/20) Mirza (10/17)                                       | Mattek-Sands (10/13) Šafářová (4/5)                                | Muguruza (2/3) Suárez Navarro (2/3)                                | Garcia (1/4) Srebotnik (12/14)                                     | Xu (1/6) Zheng S. (1/2)                                            | Görges (1/1) Hradecká (1/2)                                        | Muguruza (3/3) Suárez Navarro (3/3)                                | Kasatkina (1/1) Vesnina (3/3)      |
| Sæson                              | Brisbane                                   | Sydney                                | Skt. Petersborg                         | Doha / Dubai                       | Charleston                                                         | Stuttgart                                                          | Birmingham                                                         | Eastbourne                                                         | Stanford / San Jose                                                | New Haven                                                          | Tokyo                                                              | Moskva                             |
| 2016                               | Hingis (17/20) Mirza (11/17)               | Hingis (18/20) Mirza (12/17)          | Hingis (19/20) Mirza (13/17)            | Chuang (5/5) Jurak (1/3)           | Garcia (2/4) Mladenovic (2/4)                                      | Garcia (3/4) Mladenovic (3/4)                                      | Plíšková (1/1) Strýcová (5/10)                                     | Jurak (2/3) Rodionova (3/3)                                        | Atawo (1/3) Spears (6/8)                                           | Mirza (14/17) Niculescu (1/3)                                      | Mirza (15/17) Strýcová (6/10)                                      | Hlaváčková (2/4) Hradecká (2/2)    |
| 2017                               | Mattek-Sands (11/13) Mirza (16/17)         | Babos (2/4) Pavljutjenkova (2/2)      | Ostapenko (1/5) Rosolska (1/2)          | Spears (7/8) Srebotnik (13/14)     | Mattek-Sands (12/13) Šafářová (5/5)                                | Atawo (2/3) Ostapenko (2/5)                                        | Barty (1/3) Dellacqua (1/1)                                        | Chan Y. (3/7) Hingis (20/20)                                       | Spears (8/8) Vandeweghe (1/1)                                      | Dabrowski (1/5) Xu (2/6)                                           | Klepač (2/4) Martínez Sán. (3/3)                                   | Babos (3/4) Hlaváčková (3/4)       |
| 2018                               | Bertens (1/1) Schuurs (1/7)                | Dabrowski (2/5) Xu (3/6)              | Bacsinszky (1/1) Zvonarjova (1/2)       | Chan H. (2/6) Yang (1/2)           | Kudrjavtseva (3/3) Srebotnik (14/14)                               | Atawo (3/3) Grönefeld (6/7)                                        | Babos (4/4) Mladenovic (4/4)                                       | Dabrowski (3/5) Xu (4/6)                                           | L. Chan (4/7) Peschke (16/20)                                      | Sestini Hlaváčk. (4/4) Strýcová (7/10)                             | Kato (1/1) Ninomiya (1/1)                                          | Panova (1/1) Siegemund (1/2)       |
| Sæson                              | Brisbane                                   | Sydney                                | Skt. Petersborg                         | Doha                               | Charleston                                                         | Stuttgart                                                          | Birmingham                                                         | Eastbourne                                                         | San Jose                                                           | Zhengzhou                                                          | Osaka                                                              | Moskva                             |
| 2019                               | Melichar (1/9) Peschke (17/20)             | Krunić (1/2) Siniaková (1/5)          | Gasparjan (1/1) Makarova (2/2)          | Chan H. (3/6) L. Chan (5/7)        | Grönefeld (7/7) Rosolska (2/2)                                     | Barthel (2/2) Friedsam (1/1)                                       | Hsieh (4/6) Strýcová (8/10)                                        | Chan H. (4/6) L. Chan (6/7)                                        | Melichar (2/9) Peschke (18/20)                                     | Melichar (3/9) Peschke (19/20)                                     | Chan H. (5/6) L. Chan (7/7)                                        | Aoyama (1/6) Shibahara (1/5)       |
| Sæson                              | Brisbane                                   | Adelaide                              | Skt. Petersborg                         | Dubai                              | Øvrige WTA Premier 700-turneringer aflyst pga. COVID-19-pandemien. | Øvrige WTA Premier 700-turneringer aflyst pga. COVID-19-pandemien. | Øvrige WTA Premier 700-turneringer aflyst pga. COVID-19-pandemien. | Øvrige WTA Premier 700-turneringer aflyst pga. COVID-19-pandemien. | Øvrige WTA Premier 700-turneringer aflyst pga. COVID-19-pandemien. | Øvrige WTA Premier 700-turneringer aflyst pga. COVID-19-pandemien. | Øvrige WTA Premier 700-turneringer aflyst pga. COVID-19-pandemien. | Ostrava                            |
| 2020                               | Hsieh (5/6) Strýcová (9/10)                | Melichar (4/9) Xu (5/6)               | Aoyama (2/6) Shibahara (2/5)            | Hsieh (6/6) Strýcová (10/10)       | Øvrige WTA Premier 700-turneringer aflyst pga. COVID-19-pandemien. | Øvrige WTA Premier 700-turneringer aflyst pga. COVID-19-pandemien. | Øvrige WTA Premier 700-turneringer aflyst pga. COVID-19-pandemien. | Øvrige WTA Premier 700-turneringer aflyst pga. COVID-19-pandemien. | Øvrige WTA Premier 700-turneringer aflyst pga. COVID-19-pandemien. | Øvrige WTA Premier 700-turneringer aflyst pga. COVID-19-pandemien. | Øvrige WTA Premier 700-turneringer aflyst pga. COVID-19-pandemien. | Mertens (1/2) Sabalenka (1/2)      |

### WTA 500 (siden 2021)
| Vindere af WTA 500-turneringer | Vindere af WTA 500-turneringer    | Vindere af WTA 500-turneringer   | Vindere af WTA 500-turneringer   | Vindere af WTA 500-turneringer  | Vindere af WTA 500-turneringer | Vindere af WTA 500-turneringer | Vindere af WTA 500-turneringer  | Vindere af WTA 500-turneringer | Vindere af WTA 500-turneringer   | Vindere af WTA 500-turneringer    | Vindere af WTA 500-turneringer | Vindere af WTA 500-turneringer  | Vindere af WTA 500-turneringer | Vindere af WTA 500-turneringer   | Vindere af WTA 500-turneringer    | Vindere af WTA 500-turneringer | Vindere af WTA 500-turneringer |
| Sæson                          | Abu Dhabi                         | Melbourne 1                      | Melbourne 2                      | Adelaide                        | Doha                           | Skt. Petersborg                | Charleston                      | Stuttgart                      | Berlin                           | Eastbourne                        | San Jose                       | Ostrava                         | Chicago                        | Moskva                           |                                   |                                |                                |
| ------------------------------ | --------------------------------- | -------------------------------- | -------------------------------- | ------------------------------- | ------------------------------ | ------------------------------ | ------------------------------- | ------------------------------ | -------------------------------- | --------------------------------- | ------------------------------ | ------------------------------- | ------------------------------ | -------------------------------- | --------------------------------- | ------------------------------ | ------------------------------ |
| 2021                           | Aoyama (3/6) Shibahara (3/5)      | Aoyama (4/6) Shibahara (4/5)     | Krejčíková (1/2) Siniaková (2/5) | Guarachi (1/1) Krawczyk (1/5)   | Melichar (5/9) Schuurs (2/7)   | N. Kitjenok (1/1) Olaru (1/1)  | Melichar (6/9) Schuurs (3/7)    | Barty (2/3) Brady (1/1)        | Azarenka (2/2) Sabalenka (2/2)   | Aoyama (5/6) Shibahara (5/5)      | Jurak (3/3) Klepač (3/4)       | Mirza (17/17) Zhang (1/2)       | Peschke (20/20) Petkovic (1/1) | Ostapenko (3/5) Siniaková (3/5)  |                                   |                                |                                |
| Sæson                          |                                   | Adelaide                         | Sydney                           |                                 | Skt. Petersborg                | Dubai                          | Charleston                      | Stuttgart                      | Berlin                           | Eastbourne                        | San Jose                       | Tokyo                           | Ostrava                        | San Diego                        |                                   |                                |                                |
| 2022                           | Barty (3/3) Sanders (1/2)         | Danilina (1/2) Haddad Maia (1/2) | Kalinskaja (1/1) McNally (1/2)   | Kudermetova (1/2) Mertens (2/2) | Klepač (4/4) Linette (1/2)     | Krawczyk (2/5) Schuurs (4/7)   | Sanders (2/2) Siniaková (4/5)   | Krunić (2/2) Linette (2/2)     | Xu (6/6) Yang (2/2)              | Dabrowski (4/5) Olmos (1/1)       | McNally (2/2) Parks (1/1)      | Gauff (1/2) Pegula (1/2)        |                                |                                  |                                   |                                |                                |
| Sæson                          |                                   | Adelaide 1                       | Adelaide 2                       |                                 | Abu Dhabi                      | Doha                           | Charleston                      | Stuttgart                      | Berlin                           | Eastbourne                        | Washington                     | San Diego                       | Tokyo                          | Zhengzhou                        |                                   |                                |                                |
| 2023                           | Muhammad (1/2) Townsend (1/4)     | Stefani (1/3) Townsend (2/4)     | Stefani (2/3) Zhang (2/2)        | Gauff (2/2) Pegula (2/2)        | Collins (1/1) Krawczyk (3/5)   | Krawczyk (4/5) Schuurs (5/7)   | Garcia (4/4) Stefani (3/3)      | Krawczyk (5/5) Schuurs (6/7)   | Siegemund (2/2) Zvonarjova (2/2) | Krejčíková (2/2) Siniaková (5/5)  | Eikeri (1/1) Neel (1/1)        | Dabrowski (5/5) Routliffe (1/1) |                                |                                  |                                   |                                |                                |
| Sæson                          | Brisbane                          | Adelaide                         | Linz                             | Abu Dhabi                       | San Diego                      | Charleston                     | Stuttgart                       | Strasbourg                     | Berlin                           | Eastbourne                        | Bad Homburg                    | Washington                      | Monterrey                      | Guadalajara                      | Seoul                             | Ningbo                         | Tokyo                          |
| 2024                           | L. Kitjenok (1/2) Ostapenko (4/5) | Haddad Maia (2/2) Townsend (3/4) | Errani (3/3) Paolini (1/1)       | Kenin (1/1) Mattek-S. (13/13)   | Melichar-M. (7/9) Perez (1/2)  | Krueger (1/1) Stephens (1/1)   | Chan H. (6/6) Kudermetova (2/2) | Bucșa (1/1) Niculescu (2/3)    | Wang (1/1) Zheng S. (2/2)        | L. Kitjenok (2/2) Ostapenko (5/5) | Melichar-M. (8/9) Perez (2/2)  | Muhammad (2/2) Townsend (4/4)   | Guo (1/1) Niculescu (3/3)      | Danilina (2/2) Khromatjeva (1/1) | Melichar-M. (9/9) Samsonova (1/1) | Schuurs (7/7) Yuan (1/1)       | Aoyama (6/6) Hozumi (1/1)      |

### Flest titler
Følgende spillere har gennem tiden vundet mindst otte doubleturneringer på WTA Tour i kategorierne WTA Tier II, WTA Premier 700 eller WTA 500. Aktive spillere er markeret med fed skrift.
| Lisa Raymond             | 35 | 1993 | 2012 | Eastbourne (6), Philadelphia (5), New Haven (4), Filderstadt/Stuttgart (4), Indian Wells (2), Scottsdale (2), Stanford (2), Sydney (1), Hannover (1), Paris (1), Dubai (1), Amelia Island (1), San Diego (1), Tokyo indendørs (1), Luxembourg (1), Linz (1), Chicago (1)        |
| Arantxa Sánchez Vicario  | 31 | 1990 | 2002 | Amelia Island (6), Barcelona/Madrid (4), Hamborg (3), Los Angeles/Manhattan Beach (3), Eastbourne (2), San Diego (2), Filderstadt (2), Sydney (1), Tokyo (1), Delray Beach (1), Tokyo Princess Cup (1), New Haven (1), Tokyo indendørs (1), Leipzig (1), Essen (1), Oakland (1) |
| Rennae Stubbs            | 27 | 1992 | 2010 | Eastbourne (4), Philadelphia (4), Sydney (3), Filderstadt/Stuttgart (3), Scottsdale (2), Hamborg (2), Stanford (2), Carson (2), Hannover (1), Indian Wells (1), San Diego (1), New Haven (1), Chicago (1)                                                                       |
| Jana Novotná             | 26 | 1990 | 1998 | Eastbourne (4), Paris (3), Boca Raton/Delray Beach (3), Hamborg (2), Filderstadt (2), Sydney (1), Chicago (1), Indian Wells (1), Amelia Island (1), Madrid (1), Los Angeles (1), San Diego (1), Washington (1), Leipzig (1), Zürich (1), Brighton (1), Philadelphia (1)         |
| Natasja Zvereva          | 25 | 1990 | 2000 | Eastbourne (4), Los Angeles/Manhattan Beach (4), Filderstadt (4), Stanford/Oakland (2), San Diego (2), Chicago (1), Hannover (1), Delray Beach (1), Amelia Island (1), Hamborg (1), Zürich (1), Leipzig (1), Brighton (1), Philadelphia (1)                                     |
| Gigi Fernández           | 23 | 1990 | 1997 | San Diego (3), Filderstadt (3), Chicago (2), Hamborg (2), Eastbourne (2), Los Angeles/Manhattan Beach (2), Oakland (2), Tokyo (1), Sydney (1), Delray Beach (1), Houston (1), Leipzig (1), Worcester (1), Philadelphia (1)                                                      |
| Cara Black               | 23 | 2001 | 2014 | Antwerpen (4), Stanford (3), Sydney (2), Paris (2), Dubai (2), Hamborg (1), Eastbourne (1), San Diego (1), New Haven (1), Tokyo (1), Tokyo Princess Cup (1), Filderstadt (1), Zürich (1), Linz (1), Philadelphia (1)                                                            |
| Lindsay Davenport        | 20 | 1994 | 2010 | Stanford/Oakland (6), Filderstadt (3), Sydney (2), Indian Wells (2), Amelia Island (2), Eastbourne (1), San Diego (2), Manhattan Beach (1), Tokyo indendørs (1) |
| Martina Hingis           | 20 | 1995 | 2017 | Sydney (2), Brisbane (2), Hamborg (2), Eastbourne (2), Filderstadt (2), Paris (1), Skt. Petersborg (1), Doha (1), Charleston (1), Stanford (1), San Diego (1), Manhattan Beach (1), Leipzig (1), Moskva (1), Philadelphia (1)                                                   |
| Květa Peschke            | 20 | 2005 | 2021 | Paris (3), San Jose (2), New Haven (2), Brisbane (1), Sydney (1), Doha (1), Dubai (1), Bruxelles (1), Eastbourne (1), Los Angeles (1), Carlsbad (1), Zhengzhou (1), Chicago (1), Stuttgart (1), Luxembourg (1), Linz (1)                                                        |
| Larisa Neiland           | 19 | 1990 | 1999 | Eastbourne (3), Brighton (3), Barcelona (2), Hamborg (2), Los Angeles (2), Leipzig (2), Paris (1), Essen (1), Amelia Island (1), Washington (1), Philadelphia (1) |
| Liezel Huber             | 19 | 2001 | 2012 | Paris (3), Dubai (3), Antwerpen (2), Stanford (2), Linz (2), Sydney (1), Charleston (1), Warszawa (1), Eastbourne (1), New Haven (1), Tokyo Princess Cup (1), Zürich (1) |
| Sania Mirza              | 17 | 2007 | 2021 | Brisbane (3), New Haven (3), Sydney (2), Charleston (2), Tokyo Pan Pacific Open (2), Skt. Petersborg (1), Dubai (1), Bruxelles (1), Stanford (1), Ostrava (1) |
| Helena Suková            | 16 | 1990 | 1998 | Indian Wells (2), Los Angeles (2), Sydney (1), Tokyo Pan Pacific Open (1), Boca Raton (1), Amelia Island (1), Stratton Mountain (1), San Diego (1), Zürich (1), Filderstadt (1), Brighton (1), Essen (1), Worcester (1), Oakland (1)                                            |
| Ai Sugiyama              | 16 | 1997 | 2009 | Sydney (3), Eastbourne (2), Tokyo Princess Cup (2), Linz (2), Antwerpen (1), Doha (1), Scottsdale (1), San Diego (1), New Haven (1), Leipzig (1), Philadelphia (1) |
| Katarina Srebotnik       | 14 | 2006 | 2018 | Eastbourne (3), Sydney (2), Doha (2), Amelia Island (2), Antwerpen (1), Charleston (1), Carlsbad (1), New Haven (1), Linz (1) |
| Bethanie Mattek-Sands    | 13 | 2008 | 2024 | Brisbane (2), Charleston (2), Stuttgart (2), Sydney (1), Abu Dhabi (1), Paris (1), Dubai (1), Amelia Island (1), Warszawa (1), Bruxelles (1) |
| Jelena Likhovtseva       | 10 | 1998 | 2006 | Leipzig (2), Sydney (1), Doha (1), Warszawa (1), Hamborg (1), San Diego (1), New Haven (1), Linz (1), Philadelphia (1) |
| Nadia Petrova            | 10 | 2001 | 2013 | Charleston (2), Linz (2), Sydney (1), Amelia Island (1), Stuttgart (1), Eastbourne (1), Los Angeles (1), New Haven (1) |
| Barbora Strýcová         | 10 | 2005 | 2020 | Birmingham (2), Brisbane (1), Sydney (1), Paris (1), Dubai (1), Stuttgart (1), Warszawa (1), New Haven (1), Tokyo Pan Pacific Open (1) |
| Nathalie Tauziat         | 9  | 1990 | 2001 | Los Angeles (2), Leipzig (2), Linz (1), Eastbourne (1), New Haven (1), Chicago (1), Brighton (1) |
| Samantha Stosur          | 9  | 2005 | 2013 | Stuttgart (2), Sydnet (1), Amelia Island (1), Eastbourne (1), New Haven (1), Luxembourg (1), Moskva (1), Linz (1) |
| Nicole Melichar-Martinez | 9  | 2019 | 2024 | Brisbane (1), Adelaide (1), Doha (1), San Diego Open (1), Charleston (1), Bad Homburg (1), San Jose (1), Zhengzhou (1), Seoul (1) |
| Meredith McGrath         | 8  | 1990 | 1996 | Leipzig (2), Oakland (2), Sydney (1), Paris (1), Essen (1), Brighton (1) |
| Mary Joe Fernández       | 8  | 1990 | 1996 | Tokyo indendørs (4), Sydney (1), Delray Beach (1), Fildestadt (1), Oakland (1) |
| Martina Navratilova      | 8  | 1990 | 2003 | Washington (1), Chicago (1), Dubai (1), Houston (1), Hamborg (1), Filderstadt (1), Leipzig (1), Philadelphia (1) |
| Abigail Spears           | 8  | 2012 | 2017 | Stanford (3), Doha (2), Carlsbad (2), Birmingham (1) |